# ピュライオス
ピュライオス（古希: Πύλαιος, Pylaios）は、ギリシア神話の人物である。テッサリアー地方の都市ラーリッサのペラスゴイ人の王テウタモスの子レートスの子で、ヒッポトオスと兄弟。あるいはペラスゴスの子。トロイア戦争の際に、ヒッポトオスとともにトロイアを救援して戦った。
ラーリッサの武将について、アポロドーロスはヒッポトオスの名前だけを挙げ、プリュギアのダレースはヒッポトオスとクペサスの名前を挙げている。クレーテーのディクテュスは、パトロクロス埋葬後の戦闘で、ヒッポトオス、ヒュタルコスの子アシオスとともに討たれたと述べているが、彼らを討ち果たしたギリシア側の武将については言及していない。
ストラボーンは、ピュライオスとヒッポトオスが率いたペラスゴイ人の都市ラーリッサがどこであるかを考察する過程でいくつかの候補地を挙げている。彼は同名の地名が多いとしながらもトロイアと同じく小アジアの地名であり、ヒッポトオスが大アイアースに討たれたときにホメーロスが「ラーリッサから遠く離れた地で」と歌っていることから、トロイアから近過ぎない場所と考えて、アイオリス地方の主要都市キュメー近郊にあったラーリッサを最有力の候補地と見なしている。またペラスゴイ人の統治者をピュライオスとするレスボス島の伝承を挙げ、ペラスゴイ人の住む土地にピュライオスにちなんだピュライオンという名前の山があったと述べている。その一方で小アジアに面したキオス島の都市の建設者をテッサリアー地方のペラスゴイ人とする同地の伝承についても言及している。